# Cidaria propinqua
Cidaria propinqua là một loài bướm đêm trong họ Geometridae.